# Potocki I
Potocki (Potocki Hrabia I) – polski herb hrabiowski, odmiana herbu Pilawa.
Herb własny rodziny Potockich.

## Opis herbu

### Opis historyczny
Juliusz Ostrowski blazonuje herb następująco:

W polu błękitnem — póltrzecia krzyża srebrnego bez prawego dolnego ramienia. Nad hełmem w koronie — pięć piór strusich. Labry błękitne podbite srebrem.

### Opis współczesny
Opis skonstruowany współcześnie brzmi następująco:
Na tarczy o polu błękitnym półtrzeciakrzyż srebrny.
Nad tarczą korona hrabiowska.
W klejnocie pięć piór strusich.
Labry herbowe błękitne, podbite srebrem.

## Geneza
Herb należy do hetmańskiej linii rodziny Potockich herbu Pilawa. Należący do tej linii Alfred Potocki, założyciel ordynacji łańcuckiej w Galicji, otrzymał tytuł hrabiowski w Austrii w 1866 roku. Franciszek Potocki wywodzący się z tej samej linii, otrzymał od cara Mikołaja I Romanowa tytuł hrabiego w Rosji w 1824 roku (uroczyste nadanie tytułu miało miejsce w 1838 roku), jednakże zmarł nie pozostawiając po sobie męskiego potomka.

## Herbowni
Informacje na temat herbownych w artykule sporządzone zostały na podstawie wiarygodnych źródeł, zwłaszcza klasycznych i współczesnych herbarzy. Należy jednak zwrócić uwagę na częste zjawisko przypisywania rodom szlacheckim niewłaściwych herbów, szczególnie nasilone w czasie legitymacji szlachectwa przed zaborczymi heroldiami, co zostało następnie utrwalone w wydawanych kolejno herbarzach. Identyczność nazwiska nie musi oznaczać przynależności do danego rodu herbowego. Przynależność taką mogą bezspornie ustalić wyłącznie badania genealogiczne.
Pełne listy herbownych nie są dziś możliwe do odtworzenia, także ze względu na zniszczenie i zaginięcie wielu akt i dokumentów w czasie II wojny światowej (m.in. w czasie powstania warszawskiego w 1944 spłonęło ponad 90% zasobu Archiwum Głównego w Warszawie, gdzie przechowywana była większość dokumentów staropolskich). Nazwisko znajdujące się w artykule pochodzi z Herbarza polskiego, Tadeusza Gajla. Występowanie danego nazwiska w artykule nie musi oznaczać, że konkretna rodzina pieczętowała się herbem Potocki. Często te same nazwiska są własnością wielu rodzin reprezentujących wszystkie stany dawnej Rzeczypospolitej, tj. chłopów, mieszczan, szlachtę. Herb Potocki jest herbem własnym, wiec do jego używania uprawniona jest zaledwie jedna rodzina:
|  | Potocki Tadeusz Gajl, Herbarz Polski |